# Elezioni europee del 2024 in Estonia
Le elezioni europee del 2024 in Estonia si sono tenute domenica 9 giugno per eleggere i 6 membri del Parlamento europeo spettanti all'Estonia.

## Sistema elettorale
Per le elezioni europee, la legge elettorale austriaca prevede l’applicazione, in un'unica circoscrizione nazionale, di un sistema elettorale a base proporzionale con liste aperte e nessuna soglia di sbarramento. 
Le preferenze sono in seguito tradotte in seggi secondo il metodo D'Hondt.
Tutte le persone che hanno la cittadinanza estone (eccetto dunque i Non cittadini estoni) ed una residenza principale in Estonia, i cittadini estoni senza residenza in Estonia (c.d. “estoni all'estero”) e altri cittadini dell'Unione (se la loro residenza principale è in Estonia) hanno diritto di voto alle elezioni europee nel paese.
L’esercizio attivo del diritto è ammesso dai 18 anni in su, compresi coloro che compiono tale età entro il giorno delle elezioni, al più tardi. La registrazione al voto è attuata d’ufficio in base alla residenza.
L’esercizio del diritto di candidarsi è ammesso per tutte le persone che hanno diritto di voto e hanno raggiunto l'età di 21 anni il giorno delle elezioni.
È ammesso il voto per posta, ma solo si risiede temporaneamente o permanentemente in un altro paese, mentre è in ogni caso disponibile il voto elettronico. Non è ammesso il voto per procura e non è disposto alcun obbligo di voto.

## Risultati
| Liste           | Liste                                       | Partito Europeo | Gruppo          | Voti    | %     | Seggi |
| --------------- | ------------------------------------------- | --------------- | --------------- | ------- | ----- | ----- |
|                 | Patria (ISAAMA)                             | PPE             | PPE             | 79.165  | 21,51 | 2     |
|                 | Partito Socialdemocratico (SDE)             | PSE             | S&D             | 71.171  | 19,34 | 2     |
|                 | Partito Riformatore Estone (ER)             | ALDE            | RE              | 66.014  | 17,94 | 1     |
|                 | Partito Popolare Conservatore Estone (EKRE) | ID              | ECR             | 54.580  | 14,83 | 1     |
|                 | Partito di Centro Estone (KESK)             | ALDE            | RE              | 45.758  | 12,43 | 1     |
|                 | Parempoolsed                                | –               | –               | 25.186  | 6,84  | –     |
|                 | Insieme (KOOS)                              | –               | –               | 11.503  | 3,13  | –     |
|                 | Estonia 200 (E200)                          | –               | –               | 9.587   | 2,60  | –     |
|                 | Verdi Estoni (EER)                          | PVE             | –               | 2.248   | 0,61  | –     |
|                 | Indipendenti (IND)                          | –               | –               | 2.763   | 0,75  | –     |
| Totale          | Totale                                      | Totale          | Totale          | 367.975 | 100   | 7     |
| Voti non validi | Voti non validi                             | Voti non validi | Voti non validi | 950     | 0,26  |       |
| Votanti         | Votanti                                     | Votanti         | Votanti         | 368.925 | 37,64 |       |
| Elettori        | Elettori                                    | Elettori        | Elettori        | 980.014 |       |       |